# 모체보호법
모체보호법(일본어: 母体保護法 보타이호고호[*])은 일본의 낙태(인공임신중절), 피임 및 불임수술 관련 사항을 정한 법률이다. 1948년 우생보호법(일본어: 優生保護法 유세호고호[*])이라는 명칭으로 제정되었으며, 1996년 현재의 명칭으로 바뀌었다.

## 연혁
- 1948년 7월 13일: 법률 제156호로 제정되었다.
  - 제정 당시 법률의 목적 조항: 우생상의 견지에서 부실한 자손의 출생을 방지하는 동시에, 모성의 생명 건강을 보호하는 것을 목적으로 한다.
  - 세부 내용: 우생수술과 인공 임신중절 관련 조항으로 제정되었다.
- 1996년 6월 26일: 불임수술 관련규정이 개정 및 폐지되었으며, 우생보호법이 모체보호법으로 개정되었다.[1]
  - 법률의 목적 조항(제1조) 중 "우생상의 견지에서 부실한 자손의 출생을 방지하는 동시에, 모성의 생명 건강을 보호하는 것을 목적으로 한다."가 개정
  - 세부 개정 내용: 우생수술이 불임수술로 개정, 강제불임수술과 관련된 조항이 삭제

## 경위

### 우생보호법의 성립
1907년 미합중국의 인디애나 주에서 세계 최초의 우생사상에 기반한 낙태, 단종법이 제정되었다. 이후 1923년까지 전미 32개 주에서 제정되었다. 캘리포니아주 등은 매독 환자, 성범죄자 등도 대상이 되기도 했다.
우생학은 20세기에는 세계적으로 국민의 보호나 자손을 위함이라 하여 큰 지지를 모았다. 일본에서는 전후 당초에 1948년에 우생보호법이라는 명칭으로 시행되었다. 이 법룰은 전전의 1940년 국민우생법(國民優生法)과 같이 우생학적인 색체가 있는 법률이다.
메이지 형법이 "타태의 죄"를 정하고 낙태한 자에게는 형사처벌을 내렸다. 한편 국민우생법은 "국민소질의 향상을 기할 것"을 목적으로 하는 것을 강조하고 부모의 바라지 않는 불량한 자손의 출생과 유산의 위험성이 있는 모태의 길동무 억제, 다산에 의한 모체사망방지를 목적으로 일본에서는 낙태란 행위가 종교적 터부인 것으로 보지 않아 출산이라는 여성에 대한 선택지의 위치가 이뤄졌다. 상황에 따라서는 가족이나 후견인이 중앙우생심사회, 지방우생심사회에 수술신청을 하는 것이나 낙태나 방사선조사의 조치를 가능했던 법률이다. 또한 당시 존재한 일본우생학회(1925년 창립, 아베 후미오, 오카모토 리키치 외)에서는 동법에 아울러 불임수술의 상황을 보고하고, 또 인구증가문제도 논하였다.
그러나 전후의 우생보호법에서는 전후의 치안조직의 상실, 혼란이나 복원에 따른 과잉인구문제, 강간에 의한 원하지 않는 임신의 문제를 배경으로 혁신계의 여성의원에게는 임신중절의 완전한 합법화를 시키기 위한 수단인 측면이 있다. 1946년 4월 10일 열린 전후 최초의 선거인 제22회 중의원 의원 총선거에서 당선된 혁신계 여성의원들은 전후의 제1회 국회에서 국민우생법안을 제출했다. 일본 사회당의 후쿠다 마사코, 카토오 시즈에라는 혁신계의 정치가는 모태보호의 관점에서 다산에 의한 여성에게의 부담이나 모태의 죽음위험도 있는 유산의 위험이 있다고 판단된 시점에서 낙태 선택지의 합법화를 요구했다. 그들은 죽을 위험이 있는 출산은 여성의 부담이라며 인공중절의 필요성과 합법화를 주장했다. 카토 등은 외국의 빈민가를 보고 귀국 직후인 1922년에는 사회운동에 이해가 있던 남편과 일본에서 산아 조절운동을 개시하고 있다. 이시모토 시즈에가 산아 제한운동을 추진하는 등 모태보호에는 원하지 않는 출산에 대한 중절의 권리나 모태에의 위험이 있는 출산을 조지하는 방법이 여성에게 필요하다고 호소했다. 더욱이 친족이나 맡겨 보살피는 것으로 생활을 보내고 있는 장애인끼리 친족의 파악을 넘어 임신하는 경우나 장애인이 성적폭행으로 임신된 경우, 정신이나 지적장애인이 성적폭행을 한 경우는 심신상실에 책임능력이 없는 것으로 무죄가 되기 때문에 돌보는 친족이 사죄나 합의금을 부담하는 것, 임신한 아이의 뒷바라지, 심신상실로 죄가 안 되더라도 문제가 된다. 장애인끼리 이해하지 않고 성행위를 하고 임신했을 경우 특히 남성장애인에 의한 성적폭행의 경우 이를 반복하는 것도 문제가 됐다. 장애인을 가진 친척으로부터 출산 후의 자신으로의 양육능력이나 상대를 임신시킨 경우에 법적책임을 질 수 없다고 판단된 경우의 중절이나 불임수술을 허용하기를 합법화해 달라는 요구가 일어났다. 특히 돌보는 친족이나 그 가족의 아이까지 돌볼 수 없다는 감정, 성적피해자와 그 친족의 심신상실은 무죄로 노여움을 배경으로 출산 후의 육아나 낙태나 불임수술의 합법화 요구가 있어 당시는 여야이견 없이 법안에 포함됐다. 이는 보살피는 자들의 고생에 대한 동정이나 어려움을 경험하는 친족들의 요청이 지났다고 목소리가 있다. 실제로 장애인에게의 중절이나 불임수술에 대해서, 되풀이되는 성적폭행·임신, 피해자를 법적책임능력의 결여 비판, 그것들의 보도에 접하는 등 부담 증가를 이유로 친족들이 수술을 희망했거나 용인했다. 사이토 유키코는 이 친족들의 생각은 세계적으로 드물지 않고, 중절이 합법화된 나라에서 장애를 가진 아이를 임신한 시점에서 낙태를 선택할 가능성이 어느 나라에서도 높은 것에서 장애인의 외모와 그 친족의 요망으로 친족의 요망이 우선되고 있다고 지적했다.

### 개정안을 둘러싼 의론
1949년의 법개정으로 경제적인 이유에 의한 중절의 길이 열리고, 1952년에는 중절에 대해서 지구우생보호심사회의 인정을 불필요로 했다. 형법상의 타태죄의 규정은 존치됐지만 공문화가 지적됐다.
그 후, 고도성장으로 경제단체인 일본경영자단체연맹(일경련) 등에서는 장래의 뛰어난 노동력 확보라는 관점에서 중절의 억제가 주장되게 되었다. 또 종교 단체에서는 생장의 집과 가톨릭 교회가 우생보호법 개폐 기성 동맹을 조직하고 중절반대를 호소했다. 한편, 양수진단의 발전에 의한 장애를 가진 태아가 조기에 발견되면서 일본 의사회는 생장의 집 등의 주장에는 반대하고 장애를 가진 태아의 중절을 합법화하도록 제언했다. 이러한 의도는 다르지만 다양한 개정안의 움직임이 있었다. 반면 전국 푸른 잔디의 모임 등 장애인 단체는 우생학적 이유를 내세운 중절의 정당화에 대해서, 중절금지법에 반대하여 필 해금을 요구하는 여성해방연합(중피련)이나 리브 신주쿠 센터 등 여성단체에서는 그것에 더해 경제적인 이유에 근거한 중절의 금지에 대한 반발이 벌어지게 됐다.
1962년 사회민주당의 전신인 일본 사회당 당시의 미야기현은 미야기현에 불임수술의 강화를 요구했다. 그래서 후신인 사회민주당은 관계자에게 사죄하는 성명을 발표했다. 1970년대부터 1980년대까지 양자 사이에 심한 논의가 이루어졌다 1972년 5월 26일 정부(제3차 사토 개조 내각)제안으로 우생보호법 일부 개정안이 제출됐다. 개정안은 경제단체와 종교단체 등의 의견을 반영한 것으로 이하의 3개의 내용이었다.
1. 모체의 경제적 이유로 낙태를 금지하고 "모체의 정신 또는 신체의 건강을 심히 해칠 우려"가 있는 경우에 한한다.
2. "중도의 정신 또는 신체장애의 원인이 되는 질병 또는 결함을 가지고 있는 우려가 현저하다고 인정되는" 태아의 중절을 합법화한다.
3. 고령 출산을 피하기 위해, 우생보호상담소의 업무에 첫회 분만 시기의 지도를 추가한다.

장애인 단체에서는 주로 2가 여성단체에서는 주로 1과 3이 반대 이유가 됐다. 법안은 한번 폐안됐지만 1973년에 다시 제출되어 계류됐다. 1974년 정부는 장애인의 반발에 양보하고, 2의 조항을 삭제한 수정안을 제출, 중의원을 통과시켰지만 참의원에서는 심의미필로 폐기됐다.
종교단체 등에 의한 경제적 이유에 의한 중절금지 운동은 그 뒤로도 계속됐다. 테레사 수녀는 1981년, 1982년과 두번의 방일 때, 중절반대를 호소하고 있다. 한편 일본 모성보호의협회, 일본 가족계획연맹 등이 중절을 금지해야 하지 않다며 지방의회도 우생보호법 개정반대 청원이 속속 채택됐다. 그 결과 1981년(스즈키 젠코 내각)에서 다시 개정 방안 마련이 검토됐지만 1983년 5월(제1차 나카소네 내각)에는 자민당 정무조사회 우생보호법 등 소위원회에서 시기상조라고 결론을 내고 국회제출은 중단되었다.

### 모체보호법으로의 개정
1996년의 법개정으로 법룰명이 현재의 명칭으로 변경하는 동시에 우생학적 사상에 입각해 규정되어 있던 강제단종 등에 관한 조문이 삭제되고 "우생수술"의 문구도 "불임수술"로 바뀌었다.
또한 우생보호법, 모체보호법과 함께 의원 입법에 의해서 제정 및 개정이 이뤄지고 있다. 다만, 행정실무상의 주무관청은 후생노동성(고용균등·아동가정국 모자보건과)이다.

## 구성
- 제1장: 총칙(제1조~제2조)
  - 불임수술 및 인공임신중절에 관한 사항을 정함으로서 모성의 생명 건강을 보호하는 것을 목적으로 한다고 기술되고 있다.
  - 구 우생보호법에서는 우생상의 견지에서 불량한 자손의 출생을 방지하는 동시에, 모성의 생명 건강을 보호하는 것을 목적으로 한다고 기술되었다.
- 제2장: 불임수술(구 우생보호법에서는 불임수술 제3조~제13조)
  - 구 우생보호법에서는 본인 또는 배우자의 유전성 정신병질. 유전성 신체질환 또는 나질환, 혈족의 유전성 정신병 등을 이유로 우생수술(단종)을 할 수 있었다. 또 특정 유전성 정신·신체질환에 대해 의사가 그 질환의 유전을 방지하기 위해 공익상 필요하다고 판단했을 경우, 도도 부현 우생보호심사회의 심사를 거쳐서(본인 또는 배우자의 뜻에 관계없이) 우생수술을 한 것으로 알려졌다.
  - 현재법에서는 불임수술은 심사를 받지 않고 본인과 배우자의 동의로 한다고 명기되어 제4조부터 제13조 법문이 삭제되었다.
- 제3장: 모성보호(제14조~제15조)
  - 제14조에서 지정의사는 다음 중 하나에 해당하는 자에 대해서 본인 및 배우자의 동의를 얻어 인공임신중절을 할 수 있다고 규정하고 있다.
  - 1. 임신의 지속 또는 분만이 신체적 또는 경제적 이유로 모체의 건강을 심히 해할 우려가 있는 것
  - 2. 폭행 또는 협박에 의해서 또는 저항 혹은 거절할 수 없는 사이에 간음하고 임신한 것
- 제4장: 삭제(구 우생보호법에서는 도도부현 우생보호심사회)
- 제5장: 삭제(구 우생보호법에서는 우생보호상담소)
- 제6장: 계출, 금지, 그 외(제25조~제28조)
- 제7장: 벌칙(제29조~제34조)
- 부칙

## 면허, 자격
- 모체보호법 지정의사
- 수태조절 실지지도원

## 관련 용어
아래의 관련 용어는 우생보호법이라는 이름으로 시행되었던 1996년 이전의 조항에서 나오는 용어이다.
- 우생수술(優生手術): 불임수술을 의미한다.
- 우생보호위원회(일본어: 優生保護委員会 유세호고이인카이[*]): 일본에서 불임수술의 심사를 담당하던 기관으로, 도도부현 우생보호위원회, 중앙 우생보호위원회로 구분되었다.

## 논란
우생보호법이라는 명칭으로 시행되었던 1948년부터 1996년까지 장애인 등을 대상으로 강제불임수술이 이루어졌으며, 1997년에는 16520명에 달하는 사람들이 본인 혹은 가족의 동의없이 불임수술이 이뤄진 것이 '여성의 신체와 의료를 생각하는 모임(女のからだと医療を考える会)' 등 17개 민간단체가 당시 고이즈미 준이치로 후생대신에게 제출한 강제불임수술 피해자에 대한 사죄와 보상을 요구하는 요망서를 통해 드러났다.
이와 관련하여 2018년 1월 강제불임수술의 피해자가 센다이 지방재판소에 손해배상 청구 소송을 제기했으며, 당시의 우생보호법에 의하여 진행된 불임수술은 총 25000여건이었으며, 이 중 동의없는 강제불임수술은 총 16475건에 이른다. 마이니치 신문에서는 당시의 법률로도 금지된 뢴트겐(X선) 조사에 의한 불임시술도 당시의 후생성에서는 연구용으로 용인했다고 보도하였다.

## 같이 보기
- 우생학
- 인공임신중절
- 강제 불임
- 기형학, 최기성
- 블루보이 사건
- 저출산
- 모자보건법